# Секс, лъжи и видео
„Секс, лъжи и видео“ (на английски: Sex, Lies, and Videotape) е американски драматичен филм от 1989 година на режисьора Стивън Содърбърг по сценарий, написан от него.

## Сюжет
Греъм пристига в родния си град (който е напуснал преди девет години) по покана на Джон приятел от колежа, сега успешен адвокат с чудесна къща, хубава жена Ан и страстна любовница Синтия. Но всъщност Ан страда от липса на разбиране и недоволство от съвместния живота с Джон. Ан научава за неговата изневяра със Синтия. Симпатиите на Ан към Греъм се увеличават и тя напуска Джон.

## В ролите
| Изпълнител       | Роля                |
| ---------------- | ------------------- |
| Джеймс Спейдър   | Греъм Далтон        |
| Анди Макдауъл    | Ан Бишоп Малени     |
| Питър Галахър    | Джон Малени         |
| Лора Сан Джакомо | Синтия Патрис Бишоп |
| Стивън Брил      | Мъжът в бара        |
| Рон Вотер        | Терапевтът          |

## Награди и номинации
- 1989 Печели награда „Златна палма“ на филмовия фестивал в Кан.
- 1989 Печели награда „ФИПРЕСИ“ (FIPRESCI Prize) на филмовия фестивал в Кан.
- 1989 Печели награда за най-добър актьор на филмовия фестивал в Кан - Джеймс Спейдър.